# Danger Zone (álbum de Sammy Hagar)
Danger Zone es el quinto álbum de estudio de Sammy Hagar, publicado en junio de 1980. El álbum incluye apariciones de Steve Perry y Neal Schon (Journey).

## Lista de canciones
1. "Love Or Money" (Sammy Hagar) - 3:00
2. "20th Century Man" (Sammy Hagar, Gary Pihl) - 3:13
3. "Miles From Boredom" (Sammy Hagar) - 3:41
4. "Mommy Says, Daddy Says" (Sammy Hagar) - 2:33
5. "In The Night (Entering The Danger Zone)" (Sammy Hagar) - 5:09
6. "The Iceman" (Sammy Hagar) - 4:09
7. "Bad Reputation" (Sammy Hagar) - 3:29
8. "Heartbeat" (Betsy Hagar, Sammy Hagar) - 3:53
9. "Run For Your Life" (Steve Gould, John Pidgeon) - 4:22
10. "Danger Zone" (Sammy Hagar) - 0:40

## Sencillos
- "Heartbeat" / "Miles From Boredom" - EE. UU. (Capitol 4893)
- "Heartbeat" (stereo) / "Heartbeat" (mono) - EE. UU. (Capitol P-4893)
- "Heartbeat" / "Love Or Money" - UK (Capitol RED1)
- "Heartbeat" / "Love Or Money" - Holanda (Capitol 1A 006-86200)
- "Run For Your Life" / "Love Or Money" - Alemania (Capitol 006-86 215)

## Créditos
- Sammy Hagar: voz, guitarra
- Bill Church: bajo
- Gary Pihl: guitarra, teclados
- Chuck Ruff: batería
- Geoff Workman: teclados

### Músicos invitados
- Steve Perry: coros en "Love Or Money" y "Run For Your Life"
- Neal Schon: guitarra en "Love Or Money"